# Алибаг
Алибаг (англ. Alibag) — город в индийском штате Махараштра. 
Административный центр округа Райгад. 
По данным всеиндийской переписи 2001 года, в городе проживало 19 491 человек, из которых мужчины составляли 52 %, женщины — соответственно 48 %. 
Уровень грамотности взрослого населения составлял 79 % (при общеиндийском показателе 59,5 %). 
11 % населения моложе 6 лет.

## История
Алибаг был основан в 17 веке адмиралом маратхского флота Канходжи Ангре.
Алибаг и его близлежащие деревни являются историческими глубинками евреев Бене-Исраэлит. По словам индийского еврейского историка Эстер Дэвид, евреи прибыли в этот регион более 2000 лет назад, спасаясь от преследований со стороны Римской империи, когда их корабль потерпел здесь крушение. Поскольку они занялись производством масла и плантаций, продолжали соблюдать субботу и праздновали субботу, их стали называть «Шанвар-телис» («суббота – нефтяники») В районе «Израильского переулка» (маратхи «इस्राएल आळी» означает «Израильский переулок») города есть синагога под названием «Синагога Маген Абот».

## Этимология
В то время там жил Бене-Израэлит по имени Эли (Элиша/Элиза), который владел множеством плантаций манго и кокосов в своих садах. Местные жители стали называть это место «Эли ча Баг» (что означает «сад Эли»), а в последующих поколениях произношение изменилось на просто «Алибаг», и название закрепилось.